# Comunió Catòlico-Monàrquica
Comunió Catòlico-Monàrquica Va ser la denominació oficial de l'associació legal creada a l'inici del Sexenni Revolucionari pels carlins per participar en la política parlamentària. Per primera vegada en la seva història el carlisme deixava de ser un partit il·legal i es constituïa com a entitat legal dins de la vida pública "treballar legalment pel triomf dels principis simbolitzats en don Carles de Borbó". Amb aquest nom, nocedalins i carlins ja havien unificat els seus esforços durant la dècada de 1860, fins i tot abans de la revolució.
Després del fracàs d'un nou aixecament armat en l'estiu de 1869, Ramon Cabrera i Grinyó, defensor de la utilitat de la lluita civil dins del nou marc polític, impulsarà una estructura de juntes designades per la base en els diferents nivells territorials (local, de districte, provincial). Com a màxim òrgan es crearà una Junta Central, que presidia el marquès de Villadarias. A la majoria de les províncies d'Espanya es van crear diaris carlins. En les eleccions generals espanyoles de 1871 arribaren a obtenir 51 diputats. En aquest context, el 1872 comença la Tercera Guerra Carlina que durarà fins a 1876.